# Exechiopsis biseta
Exechiopsis biseta är en tvåvingeart som beskrevs av Zaitzev 1999. Exechiopsis biseta ingår i släktet Exechiopsis och familjen svampmyggor. Inga underarter finns listade i Catalogue of Life.